# آنتون شوا
آنتون شَوّا (؟ - زنده تا ۱۸۸۳م) موسیقی‌دان و کماننواز سوری در سدهٔ نوزدهم میلادی بود. از زندگی‌اش آگاهی بسیاری روشن نیست. اثری با عنوان رسالة فی علم الألحان و تألیف النغم و إیقاعها نگاشت.